# Reana del Rojale
Reana del Rojale (Reane dal Roiâl in friulano) è un comune italiano di 4 709 abitanti del Friuli-Venezia Giulia.

## Geografia fisica
Il comune si affaccia sulle Prealpi Carniche e Giulie delimitato dal fiume Torre ad est, ed è costituito da otto nuclei abitati: Reana, Qualso, Zompitta, Cortale, Vergnacco, Valle, Remugnano (sede municipale), Ribis, Rizzolo.
A monte di Zompitta ha origine l'acquedotto che alimenta la città di Udine. Poco lungi sul fiume Torre vi sono le opere di presa della roggia di Udine e della roggia di Palma che percorrono la media pianura friulana passando per Udine.
La zona a cavallo della strada statale 13 Pontebbana ha visto negli ultimi decenni del Novecento un enorme sviluppo edilizio prevalentemente commerciale.
Anche la ferrovia Pontebbana attraversa il territorio comunale.

## Storia
Nel XIII secolo si fa menzione di un insediamento nominato Verniacum, corrispondente all'attuale frazione di Vergnacco. La chiesa, dedicata ai santi Tommaso e Marco, è attestata in un documento del 1360.

### Seconda guerra mondiale
Durante la seconda guerra mondiale il territorio del comune fu coinvolto nelle attività della Resistenza friulana con la partecipazione delle brigate Garibaldi e Osoppo.

### Simboli
Lo stemma e il gonfalone sono stati concessi con regio decreto del 25 agosto 1953.
Il gonfalone è un drappo di rosso.

## Monumenti e luoghi d'interesse
- Chiesa dei Santi Felice e Fortunato a Reana;
- Chiesa di Santa Maria Assunta a Qualso;
- Chiesa di San Giuseppe e San Luigi a Qualso, opera dell'architetto Provino Valle;
- Chiesa di Santa Maria la Vecchia a Ribis;
- Santuario di Santa Maria del Carmine a Ribis;
- Chiesa di San Giacomo in Tavella a Ribis;
- Chiesa dei Santi Rocco e Sebastiano a Rizzolo.

## Società

### Evoluzione demografica
Abitanti censiti

### Lingue e dialetti
A Reana del Rojale, accanto alla lingua italiana, la popolazione utilizza la lingua friulana. Ai sensi della Deliberazione n. 2680 del 3 agosto 2001 della Giunta della Regione autonoma Friuli-Venezia Giulia, il Comune è inserito nell'ambito territoriale di tutela della lingua friulana ai fini della applicazione della legge 482/99, della legge regionale 15/96 e della legge regionale 29/2007.
La lingua friulana che si parla a Reana del Rojale rientra fra le varianti appartenenti al friulano centro-orientale

## Toponomastica
| Frazione          | in friulano  | toponimo |
| ----------------- | ------------ | --- |
| Reana del Rojale  | Reane        | Reana deriva dal friulano ròje (=roggia). Nominata per la prima volta il 7 agosto 1190 come Reianam. Poi nel 1234 Reyana, nel 1260 Reana e nel 1275 Royana. Reana del Rojale è una tautologia (=ripetizione) dato che anche rojale significa roggia, quindi sarebbe come dire Reana di Reana o Roggia della Roggia. La leggenda che il nome derivi dal goto Re Ana è pura fantasia. L'idea dello stemma con tale Re è nata nel 1877, trasformata in disegno, consegnata alla Reale Commissione Araldica di Venezia nel 1932 e riconosciuta con R.D. il 21 agosto 1937 |
| Cortale           | Cortâl       | nominato nel 1200 circa come Cortal juxta S.Georgium ed il 7 marzo 1278 come Cortal in Roya Terris (quindi in tale data esisteva già un mulino sulla roggia). Il nome deriva dal latino Cortis (=cortile) o Curte (=corte, cioè ampi poderi, castello/chiesa o cortile rustico) Era famoso per l'artigianato legato al cartoccio ossia alla brattea del mais. |
| Qualso            | Cuâs Cuals   | nominato nel 1072 come Colles, nel 1217 come Cols e nel 1234 come Quals. Deriva dal latino collis (=colli). La località dovrebbe chiamarsi Quals, l'aggiunta della o finale in italiano è un errore grammaticale: sarebbe come chiamare le altre frazioni Ribiso o Attimiso. |
| Remugnano         | Remugnan     | nominato nel 1344 come Remugnano, nel 1466 come Rumignani e nel 1561 come Rumugnano. Fino ai tempi recenti è stato parte integrante di Rizzolo. Il toponimo è prediale: il primo proprietario di tal terreno (ottenuto dopo la centuriazione del territorio) doveva chiamarsi Remunius, Romanius, etc. |
| Ribis             | Ribis        | nominato nel 1327. Dal latino ripa (=riva), ribe al singolare e ribis al plurale, non riferito ad un fiume, bensì per i leggeri declivi verso Rizzolo. |
| Rizzolo           | Riçûl        | nominato per la prima volta nel 1234 come Ruzolo o Rozolo, nel 1257 come Ruzolio, nel 1292 come Rizolium e nel 1300 come Ruzzoli. Per gli austriaci Rizziolo. Deriva dal latino rivus (=rivo) e dal suo diminutivo rivolo. |
| Valle             | Val di Rojâl | deriva dal latino Vallis o Valles, cioè valle, ovvero avvallamento o declivio del terreno. Nelle mappe austriache era riportato come Valle del Rojale, sola frazione ad avere tale specificazione. |
| Vergnacco         | Vergnà       | nominato nel 1234 come Verniacum, nel 1275 Vergiacum. Potrebbe derivare dal nome proprio Vernus o Vernius tipico in molte lapidi romane. L'esatta traslazione dal friulano dovrebbe essere Vergnaco. |
| Zompitta          | Çumpite      | nominata nel 1278 come Zumpicha, nel 1311 come Çompicha, nel 1333 come Çupicha, nel 1350 come Zumpiche e nel 1395 come Zumpicha. Deriva dallo slavo čop (=cespuglio) e dal suffisso diminutivo friulano -ite. |
| Loc. Morena       |              | Zona abitata di recente edificazione (anni Sessanta) sopra una collina morenica. |
| Loc. San Bernardo |              | Condivisa col comune di Udine, deriva dall'antico tedesco, latinizzato in Bernhàrdhus (=orso coraggioso). Un tempo la località si chiamava Modolêt, Modoleto (=bosco di cerri). |

## Cultura

### Eventi
- Nella piazza principale della frazione di Qualso viene allestito ogni anno nel periodo natalizio un presepe a grandezza naturale.
- Nel parco sculture della frazione di Vergnacco si rinnova ogni anno, nelle ultime due settimane di giugno, il simposio internazionale su pietra piasentina.
- Nel sabato della seconda settimana di gennaio, presso l'auditorium della scuola media comunale, si svolge ogni anno il "Concerto dal non di Diu" della Banda Filarmonica di Vergnacco, appuntamento che si rinnova dal 1930.
- Il 15 agosto di ogni anno, presso il prato adiacente alla chiesa di Reana, in occasione del santo patrono, la Banda Musicale di Reana si esibisce in concerto.
- Tra la fine di settembre e l'inizio di ottobre, presso la zona festeggiamenti di Ribis, si svolge annualmente la "Mostra Mercato della Patata".
- A Zompitta nell'ultima settimana di luglio, sulle rive del Torre, si svolge la tradizionale sagra "Fieste in te Tôr".
- Nella prima settimana di agosto, nel parco adiacente alla chiesa di Reana, si svolgono i "Festeggiamenti dell'Assunta", tradizionale sagra paesana.
- Il 7 agosto 2011, si è svolta la 2ª edizione del "Rojal Tour", manifestazione cicloturistica non competitiva creata con lo scopo di fare conoscere le realtà commerciali imprenditoriali e la bellezza delle campagne del territorio comunale.
- Il 14 agosto 2011, ha avuto luogo la 4ª edizione del "Palio Rojale" gran premio ecologico di carbike (auto a pedali).
- Durante la terza settimana di agosto, presso la zona festeggiamenti di Rizzolo, si rinnova ogni anno la festa paesana "Sagra Di San Rocco".
- Il 15 giugno 2012 in occasione dell'inaugurazione del 15° simposio su pietra piasentina, Gina Lollobrigida ha presenziato a titolo di madrina d'onore.

## Economia
L'attività economica principale è quella agricola anche se si contano molti esercizi commerciali soprattutto lungo la strada statale pontebbana.

## Infrastrutture e trasporti
Reana è lambita dalla strada statale 13 Pontebbana, importante strada di collegamento con la Carnia e l'Austria verso nord e con il Veneto verso sud. Dal 1927 al 1959 l'abitato disponeva, su tale infrastruttura, di una fermata della tranvia Udine-Tarcento, nota in loco con il soprannome di "tram bianco".

### Ferrovie
Reana del Rojale è attraversata dalla ferrovia Udine-Tarvisio dove è presente la stazione ferroviaria dismessa nel 1987 il fabbricato viaggiatori è adibito ad altri usi.

## Amministrazione

### Sindaci dal 1995
| Periodo | Periodo   | Primo cittadino   | Partito                                                              | Carica  | Note |
| ------- | --------- | ----------------- | -------------------------------------------------------------------- | ------- | ---- |
| 1995    | 1999      | Franco Iacop      | coalizione di Centro                                                 | Sindaco |      |
| 1999    | 2004      | Franco Iacop      | coalizione di Centro                                                 | Sindaco |      |
| 2004    | 2009      | Edi Colaoni       | Lista civica                                                         | Sindaco |      |
| 2009    | 2014      | Edi Colaoni       | Lista civica                                                         | Sindaco |      |
| 2014    | 2019      | Emiliano Canciani | coalizione Presenti per il Futuro, Per il Rojale - Canciani Sindaco. | Sindaco |      |
| 2019    | 2023      | Emiliano Canciani | coalizione Presenti per il Futuro, Per il Rojale - Canciani Sindaco. | Sindaco |      |
| 2023    | in carica | Anna Zossi        | coalizione Presenti per il Futuro del Rojale – Zossi sindaco.        | Sindaco |      |

### Gemellaggi
- Križevci
- Salagnon

## Sport
Ha sede nel comune la società di calcio Unione Polisportiva Reanese, che ha disputato campionati dilettantistici regionali.

## Galleria d'immagini

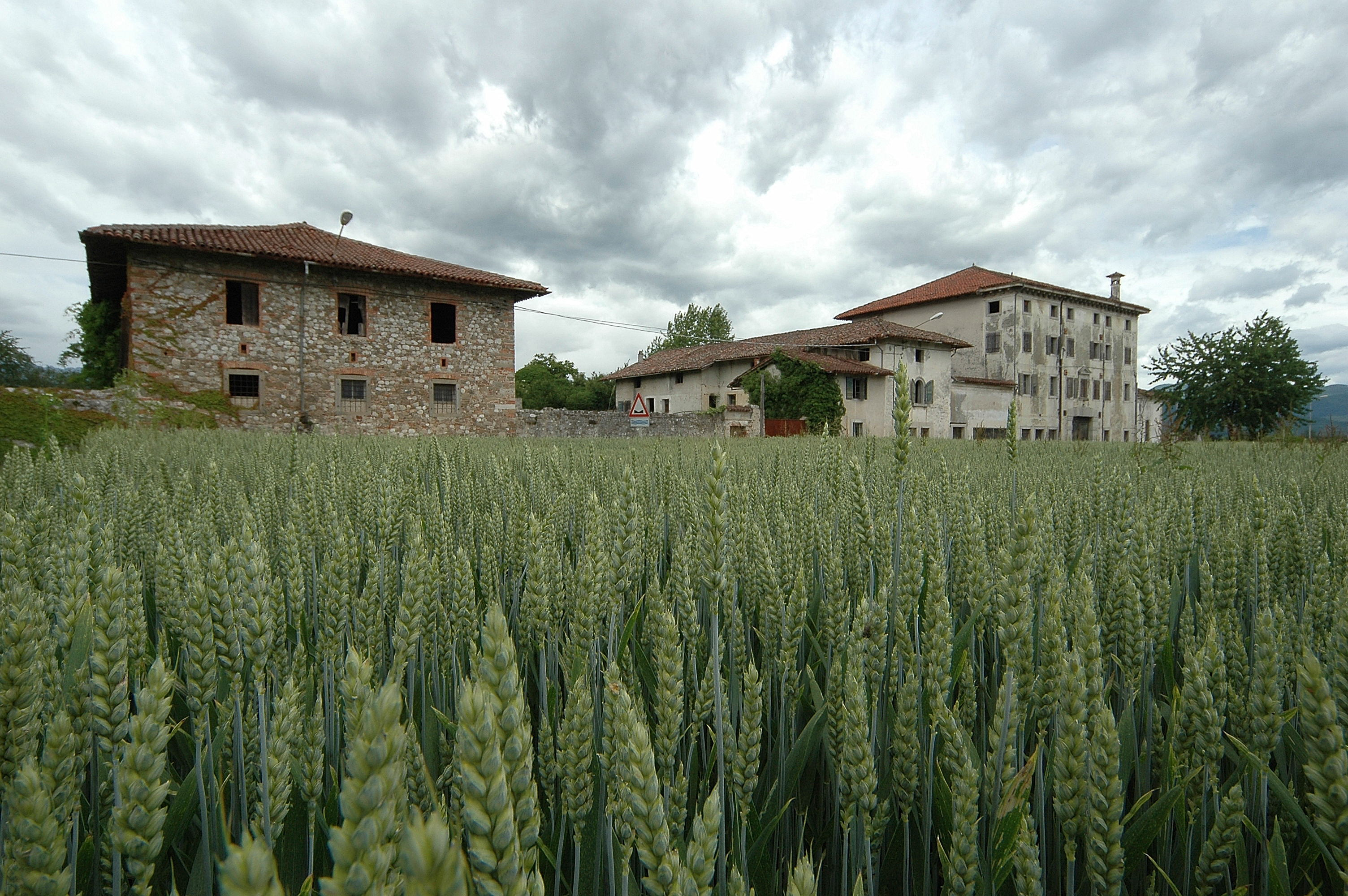
Case rustiche a Reana
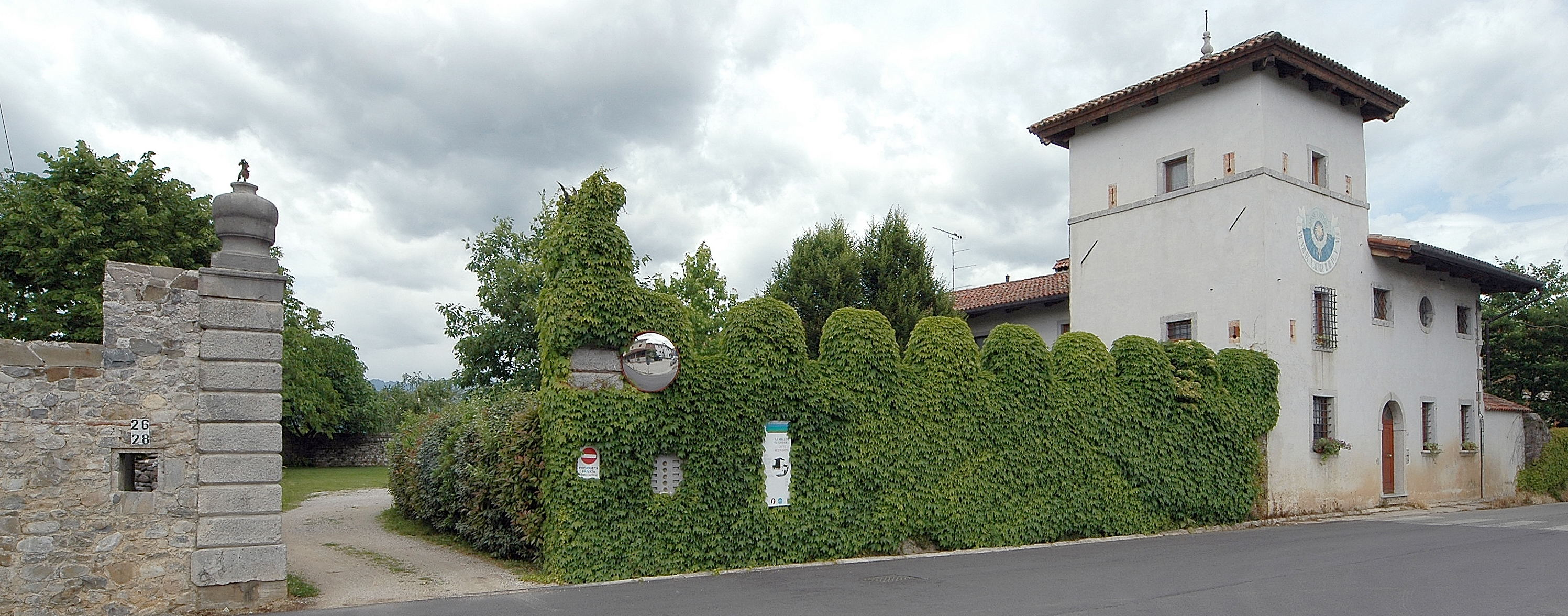
Le Ville di Via Cividina